# Supercopa da Suécia
A Supercopa da Suécia – em sueco Svenska Supercupen - foi uma competição sueca disputada anualmente em 2007-2015 entre os campeões do Campeonato Sueco - o Allsvenskan - e os vencedores da Copa da Suécia - a Svenska Cupen. Este torneio tinha uma versão masculina e uma versão feminina. 
A competição era jogada antes do início do Allsvenskan. 
No caso de um clube ganhar ambos (como o AIK fez em 2010), disputava-se um jogo entre o clube campeão e o clube vice-campeão do Campeonato Sueco de Futebol. 
Sua primeira edição foi em 2007 e as três primeiras edições da competição foram conquistadas pelos vencedores do Allsvenskan.
O frio e os preços elevados dos ingressos tiveram tido um efeito negativo sobre o público. 
Mesmo os jogos sendo jogados no estádio do campeão Allsvenskan. 
O público diminuiu muito por volta de 2000. Em 2011 10.362 pessoas compareceram, o maior público já registrado até então. 
Em 2016 a competição terminou por falta de interesse e de assistência aos jogos.

## Edições

### Competição Masculina
| Ano  | Campeão             | Placar   | Vice            |
| ---- | ------------------- | -------- | --------------- |
| 2007 | IF Elfsborg (1)     | 1–0      | Helsingborgs IF |
| 2008 | IFK Göteborg (1)    | 3–1      | Kalmar FF       |
| 2009 | Kalmar FF (1)       | 1–0      | IFK Göteborg    |
| 2010 | AIK (1)             | 1–0      | IFK Göteborg    |
| 2011 | Helsingborgs IF (1) | 2–1      | Malmö FF        |
| 2012 | Helsingborgs IF (2) | 2–0      | AIK             |
| 2013 | Malmö FF (1)        | 3–2      | IFK Göteborg    |
| 2014 | Malmö FF (2)        | 5-4 g.p. | IF Elfsborg     |
| 2015 | IFK Norrköping (1)  | 3-0      | IFK Göteborg    |

## Títulos por clubes
| Clubes          | Vezes Campeão | Ano Campeão |
| --------------- | ------------- | ----------- |
| Malmö FF        | 2             | 2013, 2014  |
| Helsingborgs IF | 2             | 2011, 2012  |
| IFK Norrköping  | 1             | 2015        |
| AIK             | 1             | 2010        |
| IFK Göteborg    | 1             | 2008        |
| Kalmar FF       | 1             | 2009        |
| IF Elfsborg     | 1             | 2007        |

### Competição Feminina
- 1973 - Oxaback IF (1)
- 1974 - Jitex BK (1)
- 1975 - Oxaback IF (2)
- 1976 - Jitex BK (2)
- 1778 - Oxaback IF (3)
- 1979 - Jitex BK (3)
- 1980 - Sunnanå SK (1)
- 1981 - Jitex BK (4)
- 1982 - Sunnanå SK (2)
- 1983 - Oxaback IF (4)
- 1984 - Jitex BK (5)
- 1985 - Hammarby (1)
- 1986 - FC Rosengard (1)
- 1987 - Oxaback IF (5)
- 1988 - Oxaback IF (6)
- 1989 - Jitex BK (6)
- 1990 - FC Rosengard (2)
- 1991 - FC Rosengard (3)
- 1992 - Gideonsbergs IF (1)
- 1993 - FC Rosengard (4)
- 1994 - FC Rosengard (5)
- 1995 - Älvsjö AIK (1)
- 1996 - Älvsjö AIK (2)
- 1997 - Älvsjö AIK (3)
- 1998 - Älvsjö AIK (4)
- 1999 - Älvsjö AIK (5)
- 2000 - Umea IK (1)
- 2001 - Umea IK (2)
- 2002 - Umea IK (3)
- 2003 - Djurgarden (1)
- 2004 - Djurgarden (2)
- 2005 - Umea IK (4)
- 2006 - Umea IK (5)
- 2007 - Umea IK (6)
- 2008 - Umea IK (7)
- 2009 - Linkoping FC (1)
- 2010 - FC Rosengard (6)
- 2011 - FC Rosengard (7)
- 2012 - Tyresö FF (1)
- 2013 - FC Rosengard (8)
- 2014 - FC Rosengard (9)
- 2015 - FC Rosengard (10)

### Títulos por clube
- FC Rosengard: 10
- Umea IK: 7
- Oxaback IF: 6
- Jitex BK: 6
- Älvsjö AIK: 5
- Djurgarden: 2
- Sunnanå SK: 2
- Tyresö FF: 1
- Gideonsbergs IF: 1
- Hammarby: 1
- Linkoping FC: 1